# Friedrich Gedike
Friedrich Gedike est un pédagogue prussien, né à Boberow le 15 janvier 1754 et mort le 2 mai 1823. 

## Biographie
Fils d’un pauvre pasteur, il ne reçut à la maison paternelle qu’une faible instruction ; mais le professeur Steinhart le prit sous sa protection. En 1771, il partit pour Francfort afin d’étudier la théologie. 
Admis comme précepteur dans la maison de l’illustre théologien Spalding, à Berlin, il obtint, grâce à cet homme influent, le sous-rectorat et plus tard le rectorat du gymnase Frédéric, et résolut de consacrer sa vie entière à l’enseignement. Il fournit une carrière utile et bien remplie, comme membre du grand consistoire, membre de l’Académie des sciences de Berlin, conseiller au département de l’instruction publique et membre de la commission chargée de rechercher les moyens de perfectionner la langue allemande. 
Au retour d’un voyage en Italie, il reçut l’ordre de visiter les écoles de la Prusse et de rédiger un rapport sur leur état. Le monarque l'avait chargé de se rendre en Suisse pour visiter les établissements d’instruction publique dus à l’initiative de Pestalozzi ; mais la mort l’empêcha de réaliser ce projet. 
Gedike renouvela complètement les méthodes d’enseignement suivies dans sa patrie, et les établissements qu’il dirigea devinrent des écoles d’où sont sortis des hommes de premier ordre dans les sciences et les lettres. 

## Famille
De son mariage avec Wilhelmine Thym,  sœur de Johann Friedrich Wilhelm Thym (de), issue d'une vieille famille de notables berlinois, sont nés trois fils et cinq filles, dont un avocat et le médecin Carl Emil Gedike (de) ; la fille de Goethe, Laura, épouse l'historien, écrivain et directeur de la Kunstkammer Friedrich Christoph Förster, sa fille Sophie épouse le médecin lexicologue Heinrich Meyer (de), et la plus jeune fille, Rosalie, épouse l'écrivain et historien de la littérature Franz Christoph Horn.

## Œuvres
- Hymnes olympiques de Pindare, traduits et annotés (Berlin, 1779) ;
- traduction allemande de quatre dialogues de Platon, le Ménon, le Criton et les deux Alcibiade (Halle, 1780, in-8°) ;
- édition du Philoctète de Sophocle ;
- M. Tullii Ciceronis historia philosophiæ antiquæ, ex omnibus illius scriptis (Berlin, 1781) ;
- Fragments sur l’éducation et la science de l’enseignement chez les anciens et les modernes (Berlin, 1770, in-8°) ;
- Livre de lecture grecque pour les commençants (Berlin, 1781 et 1809) ;
- Livre de lecture latine (Berlin, 1782) ;
- Livre de lecture française (Berlin, 1785) ;
- Livre de lecture anglaise (Berlin, 1804) ;
- Chrestomathie française (Berlin, 1803) ;
- Annales du régime scolaire et ecclésiastique en Prusse (Berlin, 1800-1801).